# 21860 Джоннаґай
21860 Джоннаґай (21860 Joannaguy) — астероїд головного поясу, відкритий 10 жовтня 1999 року.
Тіссеранів параметр щодо Юпітера — 3,372.